# 1822 au royaume uni des Pays-Bas
Chronologie des Pays-Bas
- 1818
- 1819
- 1820
- 1821
- 1822
- 1823
- 1824
- 1825
- 1826

Cette page recense des événements qui se sont produits durant l'année 1822 du calendrier grégorien au royaume uni des Pays-Bas.

## Chronologie

### Décembre
- 13 décembre : Fondation de la « Société des Pays-Bas pour favoriser le développement de l’industrie nationale » (Algemeene Nederlandsche Maatschappij ter Begunstiging van de Volksvlijt) sur l'initiative du roi Guillaume Ier.
- 27 décembre : fondation du syndicat d’amortissement de la dette néerlandaise.

## Culture

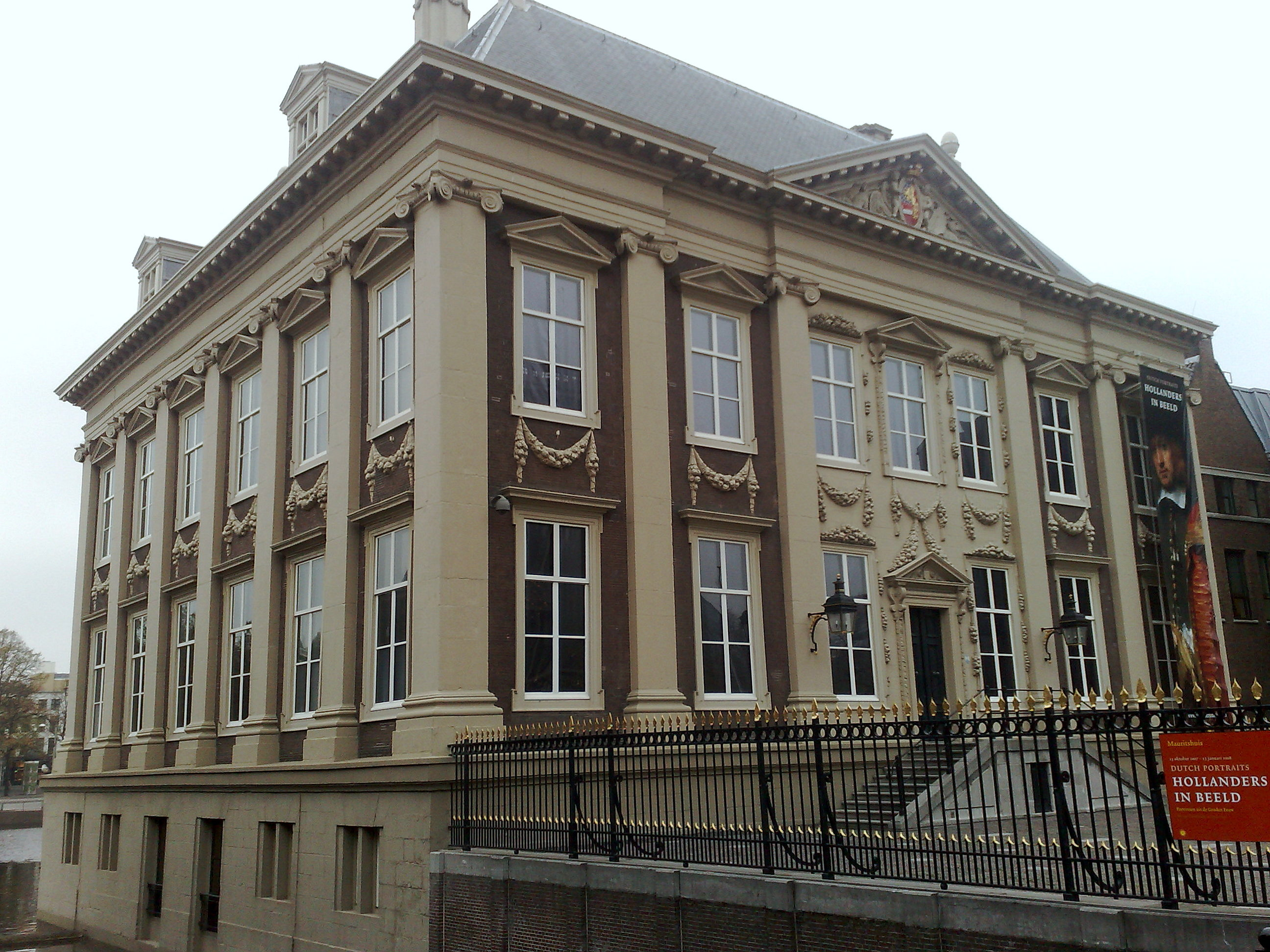
La Mauritshuis.

- Inauguration de la Mauritshuis (Cabinet royal de peintures) à La Haye.

## Naissances
- 12 janvier : Étienne Lenoir, inventeur français d'origine belge († 3 août 1900).
- 30 janvier : Joseph Jaquet, sculpteur belge († 9 juin 1898).
- 17 mars : Louis Bonet,  peintre belge († 12 juin 1894).
- 29 mars : Joseph Quinaux, peintre belge († 24 mai 1895).
- 2 juillet : Prosper Drion, sculpteur belge († 27 janvier 1906).
- 22 août : Édouard Fiers, sculpteur belge († 22 décembre 1894).
- 2 octobre : Jan Kappeyne van de Coppello, avocat et homme politique néerlandais († 28 juillet 1895).
- 10 décembre : César Auguste Franck, professeur, organiste et compositeur français d'origine belge († 8 novembre 1890).